# Crist a la casa de Simó
Crist a la casa de Simó és la temática de dues pintures poc conegudes d'El Greco, catalogades per Harold Wethey amb els Ns. 64 i 65 en el seu Catàteg raonat d'obres d'aquest pintor.

## Temàtica de l'obra
Crist a la Casa de Simó es refereix a un episodi de l'Evangeli segons Lluc ［Lc 7:36-50］ en el qual una dona suposadament pecadora (potser Maria Magdalena) ungeig Jesús de Natzaret amb un perfum molt car. Simó blasma la dona, però Jesús la defensa, dient que Simó no li va donar aigua per rentar-se els peus, mentre que ella va rentar-los amb les seves llàgrimes, i els va eixugar amb els seus cabells.
Un episodi similar de la vida de Jesús de Natzaret es relata a［Mt 26:6-13］ i a ［Mc 14:3-9］M
La Pintura d'El Greco descriu el moment en el qual la dona ungeig Jesús amb el Perfum.

## Anàlisi de l'obra

### Versió de l'Institut d'Art de Chicago
No està signat; 143 x 100 cm.
Segons Wethey, dibuix d'El Greco, i probable execució de Jorge Manuel Theotocópuli. Segons Gudiol, obra autògrafa d'El Greco amb probable col·laboració de Jorge Manuel.
El fons arquitectònic potser va ser suggerit per la Visitació (1538) de Francesco Salviati, que El Greco probablement va conèixer a Itàlia. Tant la distorsió de l'arquitectura com la poca claredat dels colors i de l'expressió dels Apòstols, segurament són segudes a la manca de domini de Jorge Manuel Theotocópuli, més que no pas a una deformació del Manierisme del mestre.

### Versió deBrooklyn, Fundació Óscar B. Cintas (antigament?)
Oli sobre llenç,150 x 103,5 cm.
Segons Wethey, el dibuix seria d'El Greco i l'execució probablement de Jorge Manuel Theotocópuli. Segons Gudiol, és una obra autògrafa d'El Greco amb la col·laboració de Jorge Manuel.
Les línies de tota la pintura han estat reforçades, la superfície ha estat pesadament envernissada, i la taula repintada. La cambra on es desenvolupa l'escena mostra una estança que devia ser corrent a Toledo a l'època d'El Greco, i probablement tenia una existència real al palau de Villena on vivía aquest pintor. Aquesta arquitectura és més pròpia de les obres de Jorge Manuel que de les del seu pare.